# Campionato italiano maschile di canoa polo
Il campionato italiano maschile di canoa polo è un insieme di tornei di canoa polo maschili nazionali istituiti dalla Federazione Italiana Canoa Kayak (FICK). I campionati sono suddivisi e organizzati su 3 livelli. La massima divisione è la Serie A, composta da 14 squadre. I tornei maschili vedono la loro prima edizione con il regolamento ICF nel 1993. 

## I campionati

### Serie A1
La Serie A1 è la seconda categoria del campionato di canoa polo. La formula attuale prevede la divisione della serie in due gironi composti da 11 squadre ciascuno divise per provenienza geografica.

### Serie B
La Serie B è la terza categoria del campionato di canoa polo. La formula attuale prevede la divisione della serie in 5 gironi con criteri di aggregazione su base geografica.